# Guillem I de Ponthieu
Guillem I de Ponthieu, anomenat també Guillem III Talvas († 1171) va ser comte de Ponthieu de 1110 a 1126, senyor d'Alençon i de Sées (sota el nom de Guillem III) de 1119 a 1171. Era fill de Robert II de Bellême, senyor de Bellême, d'Alençon, vescomte d'Hiémois, i comte de Shrewsbury, i d'Agnès, comtessa de Ponthieu.
El seu pare era un noble anglo-normand que, bé que fidel de Guillem I d'Anglaterra, va intentar fer-se independent a la mort d'aquest últim i es va revoltar freqüentment contra els fills de Guillem. Enric I d'Anglaterra va acabar per confiscar-li les seves terres angleses el 1102 i el va empresonar el 1112. Robert de Bellême s'havia mostrat cruel amb la seva dona, fins al punt que aquesta va fugir i es va refugiar a la cort de Blois, i després es va instal·lar al Ponthieu. Hi va morir entre 1106 i 1110 i llavors el seu fill Guillem Talvas va esdevenir comte de Ponthieu com a Guillem I. El 1119, Enric Beauclerc (Enric I) va tornar a Guillem Talvas una part dels dominis confiscats al seu pare. Aquest va morir el 1134 i Guillem va assolir els seus honors a Normandia de ple dret com a Guillem III.
Per dedicar-se als seus assumptes normands, va confiar el comtat de Ponthieu al seu fill Guiu el 1126. En el conflicte que va oposar a Enric I d'Anglaterra amb Geoffroy Plantagenet, comte d'Anjou, va escollir el bàndol del comte d'Anjou, i Enric li va prendre els castells d'Alençon i d'Argentan. Va aprofitar la mort del rei Enric I per reprendre Alençon. La mort del rei anuncià una guerra de successió entre Matilde d'Anglaterra, filla del rei i esposa de Geoffroy Plantagenet, i Esteve de Blois, nebot del rei. Mentre que la majoria dels senyors veïns s'uniren a Esteve, Guillem va continuar sent fidel a Geoffroy i a Matilde, i es va haver de defensar contra Rotrou III de Perche i Ricard de l'Aigle. El 1147 va seguir al rei Lluís VII el Jove a la segona croada. A la seva tornada, un litigi el va oposar a Enric II Plantagenet, el nou comte d'Anjou i duc de Normandia, i aquest li va reprendre Alençon. Per venjar-se, Guillem va devastar la zona situada entre el Perche i Normandia.
Després d'haver fundat diversos establiments religiosos, dels quals cal destacar l'Abadia de Perseigne, Guillem Talvas va morir el 29 de juny de 1171.

## Matrimoni i fills
S'havia casat vers el 1115 amb Elena de Borgonya (vers 1080 † 1141), filla del duc de Borgonya Eudes I, i de Sibil·la de Borgonya, i vídua de les seves primeres noces amb Bertran de Tolosa. D'aquest matrimoni van néixer:
- Guiu II († 1147), comte de Ponthieu;
- Guillem, associat al govern del comtat d'Alençon, però mort entre 1166 i 1171;
- Robert, citat el 1127;
- Enguerrand, citat el 1127;
- Mabilla, citada el 1127;
- Joan I († 1191), comte d'Alençon;
- Clemència († abans de 1189), casada amb Juhel II de Mayenne, senyor de Mayenne ;
- Ela († 1174), casada amb Guillem III de Warenne, comte de Surrey i després amb Patrick de Salisbury, (Patrick FitzWalter), fill de Gautier (Walter FitzEdward) de Salisbury.